# Kanton La Côte-Saint-André
Kanton La Côte-Saint-André (fr. Canton de La Côte-Saint-André) je francouzský kanton v departementu Isère v regionu Rhône-Alpes. Skládá se ze 16 obcí.

## Obce kantonu
- Arzay
- Balbins
- Bossieu
- Champier
- Commelle
- La Côte-Saint-André
- Faramans
- Gillonnay
- Mottier
- Nantoin
- Ornacieux
- Pajay
- Penol
- Saint-Hilaire-de-la-Côte
- Sardieu
- Semons